# Orphinus haemorrhoidalis
Orphinus haemorrhoidalis es una especie de escarabajo de piel del género Orphinus, de la familia Dermestidae, orden Coleoptera. Mide aproximadamente 2,1-2,5 mm de longitud.

## Distribución
Se distribuye por Asia: Birmania.

## Taxonomía
Fue descrita por Motschulsky en 1858.